# Fritz Stein
Fritz Stein (Gerlachsheim, 17 de desembre de 1879 - Berlín, 14 de novembre de 1961) fou un director d'orquestra, teòleg, pedagog, organista i nazi alemany. Durant el nazisme va obtenir la posició primordial de Reichsleiter a la Reichsmusikkammer, l'organització oficial del control dels músics i va participar activament en el programa de la Gleichschaltung, la uniformització de les idees i l'eliminació de qualsevol veu dissident.
Estudià teologia a Heidelberg i a Karlsruhe, però després es decidí per la música, de la que ja en tenia un sòlids coneixements. Auxiliar en aquesta última ciutat de Wolfrum, el succeí com a director de cors i d'orquestra i el 1906 fou cridat per succeir Ernest Naumann com a director de música de la Universitat de Jena, on fundà el Cor acadèmic i va reorganitzar els Concerts acadèmics. El 1911 descobrí i publicà a Jena una simfonia en do major de Beethoven, anterior a la primera, i que s'anomenà Simfonia de Jena. A partir de 1914 fou mestre de capella a Meiningen. Va publicar: Zur Geschichte der Musik in Heidelberg [«Història de la música a Heidelberg»] (1912) i Eine unbekannte Jugendsymphonie Beethovens [«Una simfonia desconeguda del jove Beethoven»].
El 1933 Stein va acceptar un encàrrec de professor al Conservatori Estatal de Música de Berlín a condició explícita que alguns músics jueus fossin acomiadats com ara Emanuel Feuermann i Leonid Kreutzer. Com a líder de la Reichsmusikkammer encarregat del control de la música i cors eclesiàstics, Stein va tenir un paper important a l'associació antisemítica i «völkisch» Kampfbund für Deutsche Kultur («Associació de lluita per la cultura alemanya») des del juliol de 1933. El juliol de 1933 va postular com a membre del NSDAP, el partit nazi, tot i fracassar va afirmar: «Puc assegurar-vos en honor meu que el meu cor ha estat dedicat al meravellós moviment d'Adolf Hitler durant molts anys». Només va ser acceptat com a membre del partit nazi l'1 de març de 1940.
Després de la Segona Guerra Mundial va perdre tot els seus encàrrecs i es va activar dins del moviment de Ciència Cristiana. Més tard va esdevenir president de l'associació per la música d'església evangèlica (Verband für evangelische Kirchenmusik).